# C. Scoby Stroman
Clarence Scoby Stroman (* 1931 in North Carolina oder Brooklyn; † 28. März 1996 in Brooklyn) war ein US-amerikanischer Tänzer und Schlagzeuger der New Yorker Jazzszene.
Stroman, der in Brooklyn aufwuchs, trat bereits als Fünfjähriger als Stepptänzer auf und begann bald darauf auch Schlagzeug zu spielen. Im Laufe seiner Karriere arbeitete er u. a. mit Max Roach, der sein wichtigster Lehrer war, sowie mit Jerome Richardson, Randy Weston, Barry Harris, Babatunde Olatunji, Ed Stout, Roland Alexander, Mickey Davidson, Sun Ra, Charles Mingus und Dianne McIntyre. Er trat auch mit dem Dichter Langston Hughes auf; im Museum of the City of New York oder im Central Brooklyn Jazz Consortium präsentierte er eigene Performances, die er Drummetry nannte, eine Kombination aus Dichtung und Schlagzeugspiel.

## Diskographische Hinweise
- Babatunde Olatunji: Flaming Drums (1962)
- Ronnie Mathews: Pleasure Bent (1963, mit Freddie Hubbard, Roland Alexander, Marcus Belgrave, Gene Taylor)
- Patty Waters: College Tour (1966, mit Giuseppi Logan, Dave Burrell, Perry Lind)
- Sun Ra and His Myth Science Arkestra – Cosmic Tones for Mental Therapy / Art Forms of Dimensions Tomorrow (1992)
- Charles Mingus Quintet. Boston, MA (1973. ed. 2023)